# Andrea Borella
Andrea Borella (Mestre, 1961. június 23. –) olimpiai, világ- és Európa-bajnok olasz tőrvívó, Francesca Bortolozzi-Borella olimpiai és világbajnok tőrvívónő férje. Unokatestvére, Fabio Dal Zotto szintén olimpiai bajnok vívó.